# Гаральд Ельшенбройх
Гаральд Ельшенбройх (нім. Harald Elschenbroich; нар. 19 червня 1941) — колишній німецький тенісист.
Найвищу одиночну позицію світового рейтингу — 69 місце досяг 2 березня 1974 року.
Здобув 30 одиночних титулів.
Найвищим досягненням на турнірах Великого шолома було 3 коло в одиночному розряді.

## Фінали за кар'єру

### Одиночний розряд (2 поразки)
| Результат | В-П | Дата     | Турнір                    | Покриття | Суперник        | Рахунок       |
| --------- | --- | -------- | ------------------------- | -------- | --------------- | ------------- |
| Поразка   | 0–1 | Сер 1972 | Лісабон, Португалія       | Ґрунт    | Боро Йованович  | 5–7, 1–6      |
| Поразка   | 0–2 | Лип 1978 | Берлін, Західна Німеччина | Ґрунт    | Владімір Зеднік | 4–6, 5–7, 2–6 |

### Парний розряд (1 поразка)
| Результат | В-П | Дата     | Турнір                         | Покриття | Партнер   | Суперники               | Рахунок  |
| --------- | --- | -------- | ------------------------------ | -------- | --------- | ----------------------- | -------- |
| Поразка   | 0–1 | Чер 1975 | Дюссельдорф, Західна Німеччина | Ґрунт    | Ганс Кері | Франсуа Жоффре Ян Кодеш | 2–6, 3–6 |